# I signori della guerra (romanzo)
I signori della guerra è un romanzo di fantascienza dello scrittore francese Gérard Klein pubblicato originariamente nel 1970.

## Trama
In un futuro lontano è in corso una spietata guerra tra la Terra e il pianeta Uria. Il tenente Georges Corson viene spedito in missione segreta su Uria, dove deve liberare un terribile essere conosciuto come il Mostro, in grado di riprodursi velocemente e recare devastazione sul pianeta. Il Mostro è però in grado di spostarsi di alcuni secondi avanti e indietro nel Tempo. Quando Corson libera l'essere, si aspetta che entro breve tempo 18.000 suoi simili si scatenino contro gli alieni. Subito dopo però viene intercettato da un'astronave, la una donna a bordo dice di chiamarsi Floria Van Nelle ed è in grado di prevedere ciò che accadrà entro qualche secondo. 
Corson è sorpreso perché non è a conoscenza dell'esistenza di esseri umani sul pianeta Uria. In breve si rende conto di non trovarsi nello stesso tempo in cui è stato inviato in missione contro gli alieni, ma in un imprecisato futuro lontano seimila anni. La sua priorità è lasciare Uria, dove adesso almeno metà abitanti sono umani, perché teme lo scatenarsi del Mostro.
Smarrito in una città per lui incomprensibile, viene preso a bordo della vettura di un'altra bellissima donna, Antonella, la quale evidentemente lo conosce, o meglio l'ha conosciuto nel proprio passato; siccome lui non ne ha ricordo, è probabile che la incontri invece nel proprio futuro. Insieme a Antonella incappano nei resti di un esercito d'invasione comandato dal colonnello Veran che sostiene di avere appena combattuto nella battaglia di Aergistal. Corson sospetta che questa battaglia sia avvenuta nel passato perché a quanto pare nel presente in cui è capitato la guerra è bandita e gli ex soldati come lui sono considerati criminali.
Le truppe di Veran usano come cavalcature gli stessi esseri che sulla Terra di Corson chiamavano Mostri e che qui sono conosciuti come ipposauri; l'uomo ha l'impressione di essere tenuto in ostaggio dai militari. Improvvisamente il campo viene assaltato e in una fitta nebbia nera Corson e Antonella vengono portati via a dorso di ipposauro e si ritrovano in un luogo che non è più Uria, perché hanno probabilmente viaggiato sia nel tempo che nello spazio. In un grandioso edificio scoprono una quantità inverosimile di donne che sembrano in animazione sospesa, Corson ipotizza che si tratti di schiave di guerra mantenute a disposizione dei vincitori. L'ipposauro trasporta poi i due su Aergistal, il pianeta della guerra: qui sono in corso guerre interminabili di tutti contro tutti, è una sorta di riserva nella quale sono condannati a battersi i “criminali” del passato. Corson, arruolato a forza insieme a Antonella, riesce a sottrarsi solo grazie a quella che chiamano una Tregua, un'interruzione durante la quale tutti coloro che sono morti in battaglia rinascono per tornare a combattere, e così in eterno.
Dopo un breve passaggio alla presenza di una divinità che Corson percepisce solo vagamente, si ritrova su Uria più o meno nello stesso momento in cui ha incontrato Floria van Nelle e Antonella. Qui viene arruolato a forza in una cospirazione dei Principi di Uria guidati da Ngal R'nda, amico di Floria, per liberarsi della presenza umana divenuta troppo invadente. Gli uriani, che hanno agli occhi umani l'aspetto di enormi uccelli, venerano l'Uovo Blu dal quale Ngal R'nda è nato.
Però su Uria allo stesso tempo è presente anche il colonnello Veran con i suoi uomini, si è salvato da Aergistal grazie a un messaggio di Corson, del quale però egli non ha memoria perché probabilmente glielo spedirà in futuro. Veran, divenuto alleato di Ngal R'nda costringe Corson a diventare suo complice; i due viaggiano a ritroso nel tempo a dorso di ipposauro fino al momento della nascita di Ngal R'nda e sostituiscono l'uovo originale con un altro tinto di blu; Veran vuole infatti riservarsi di ricattare l'uriano al momento opportuno. E questo si presenta presto: durante una delle periodiche ostensioni pubbliche dell'uovo, Veran denuncia Ngal R'nda come mistificatore e stinge il guscio; gli uriani presenti fanno a pezzi il loro principe.
Ma in questo modo il destino di Corson è rimasto nelle mani del colonnello Veran; però adesso ha cominciato a padroneggiare il tempo, ritorna sul pianeta delle donne in animazione sospesa e ne risveglia duemila, infondendo loro una personalità fittizia. Tornato su Uria getta lo scompiglio nelle forze di Veran, il suo esercito si sfalda e il colonnello muore nel tentativo di fuggire. Corson viaggia poi a ritroso nel tempo con l'ipposauro per salvare il suo se stesso di poco più giovane e Antonella dal campo militare.

## Edizioni
- Gérard Klein, I signori della guerra, Longanesi, 1976,  p. 219.